# Kolumbia az 1972. évi nyári olimpiai játékokon
Kolumbia az NSZK-beli Münchenben megrendezett 1972. évi nyári olimpiai játékok egyik részt vevő nemzete volt. Az országot az olimpián 8 sportágban 59 sportoló képviselte, akik összesen 3 érmet szereztek.

## Érmesek
| Érem  | Versenyző          | Sportág       | Versenyszám     |
| ----- | ------------------ | ------------- | --------------- |
| Ezüst | Helmut Bellingrodt | Sportlövészet | Futócéllövészet |
| Bronz | Clemente Rojas     | Ökölvívás     | Pehelysúly      |
| Bronz | Alfonso Pérez      | Ökölvívás     | Könnyűsúly      |

## Atlétika
Férfi
| Versenyző         | Versenyszám | Előfutam | Előfutam | Előfutam | Negyeddöntő | Negyeddöntő | Negyeddöntő | Elődöntő | Elődöntő | Elődöntő | Döntő   | Döntő    |
| Versenyző         | Versenyszám | Idő      | Hely.    | Össz.    | Idő         | Hely.       | Össz.       | Idő      | Hely.    | Össz.    | Idő     | Helyezés |
| ----------------- | ----------- | -------- | -------- | -------- | ----------- | ----------- | ----------- | -------- | -------- | -------- | ------- | -------- |
| Jimmy Sierra      | 200 m       | 21,10    | 4.       | 22.*     | 20,87       | 5.          | 20.         | kiesett  | kiesett  | kiesett  | kiesett | kiesett  |
| Domingo Tibaduiza | 10 000 m    | 29:24,0  | 12.      | 32.      |             |             |             |          |          |          | kiesett | kiesett  |
| Hernán Barreneche | Maraton     |          |          |          |             |             |             |          |          |          | 2:23:40 | 29.      |
| Álvaro Mejía      | Maraton     |          |          |          |             |             |             |          |          |          | 2:31:56 | 48.      |
| Víctor Mora       | Maraton     |          |          |          |             |             |             |          |          |          | 2:37:34 | 52.      |

Női
| Versenyző      | Versenyszám | Előfutam | Előfutam | Előfutam | Negyeddöntő | Negyeddöntő | Negyeddöntő | Elődöntő | Elődöntő | Elődöntő | Döntő   | Döntő    |
| Versenyző      | Versenyszám | Idő      | Hely.    | Össz.    | Idő         | Hely.       | Össz.       | Idő      | Hely.    | Össz.    | Idő     | Helyezés |
| -------------- | ----------- | -------- | -------- | -------- | ----------- | ----------- | ----------- | -------- | -------- | -------- | ------- | -------- |
| Juana Mosquera | 100 m       | 11,64    | 6.       | 26.      | 11,66       | 8.          | 24.         | kiesett  | kiesett  | kiesett  | kiesett | kiesett  |
| Juana Mosquera | 200 m       | 24,20    | 5.       | 23.      | 24,00       | 6.          | 22.*        | kiesett  | kiesett  | kiesett  | kiesett | kiesett  |
| Elsy Rivas     | 400 m       | 56,33    | 7.       | 43.      | kiesett     | kiesett     | kiesett     | kiesett  | kiesett  | kiesett  | kiesett | kiesett  |

* - egy másik versenyzővel azonos időt ért el

## Kerékpározás

### Országúti kerékpározás
| Versenyző                                              | Versenyszám     | Idő             | Helyezés      |
| ------------------------------------------------------ | --------------- | --------------- | ------------- |
| Fabio Acevedo                                          | Mezőnyverseny   | nem ért célba   | nem ért célba |
| Fernando Cruz                                          | Mezőnyverseny   | 4:15:13 (+0:36) | 26.           |
| Juan Morales                                           | Mezőnyverseny   | 4:17:09 (+2:32) | 66.           |
| Miguel Samacá                                          | Mezőnyverseny   | 4:15:13 (+0:36) | 9.            |
| Fabio Acevedo Fernando Cruz Henry Cuevas Miguel Samacá | Csapat időfutam | 2:18:36 (+7:19) | 22.           |

### Pálya-kerékpározás
Sprintverseny
| Versenyző      | Versenyszám  | 1. forduló                                               | 1. forduló | Vigaszág                                              | Vigaszág | 2. forduló             | 2. forduló | Vigaszág             | Vigaszág | Nyolcaddöntő           | Nyolcaddöntő | Vigaszág selejtező     | Vigaszág selejtező | Vigaszág döntő       | Vigaszág döntő | Negyeddöntő          | Elődöntő             | Döntő                | Helyezés    |
| Versenyző      | Versenyszám  | Ellenfelek Győztes idő                                   | Hely.      | Ellenfelek Győztes idő                                | Hely.    | Ellenfelek Győztes idő | Hely.      | Ellenfél Győztes idő | Hely.    | Ellenfelek Győztes idő | Hely.        | Ellenfelek Győztes idő | Hely.              | Ellenfél Győztes idő | Hely.          | Ellenfél Győztes idő | Ellenfél Győztes idő | Ellenfél Győztes idő | Helyezés    |
| -------------- | ------------ | -------------------------------------------------------- | ---------- | ----------------------------------------------------- | -------- | ---------------------- | ---------- | -------------------- | -------- | ---------------------- | ------------ | ---------------------- | ------------------ | -------------------- | -------------- | -------------------- | -------------------- | -------------------- | ----------- |
| Jairo Díaz     | Férfi egyéni | Hans-Jürgen Geschke (GDR) · Behrouz Rahbar (IRI) · 11,52 | 2.         | Ernest Crutchlow (GBR) · Winston Attong (TRI) · 11,41 | 2.       | kiesett                | kiesett    | kiesett              | kiesett  | kiesett                | kiesett      | kiesett                | kiesett            | kiesett              | kiesett        | kiesett              | kiesett              | kiesett              | helyezetlen |
| Carlos Galeano | Férfi egyéni | Vladimír Vačkář (TCH) · Klaas Balk (NED) · 11,89         | 3.         | Geoffrey Cooke (GBR) · 12,27                          | 2.       | kiesett                | kiesett    | kiesett              | kiesett  | kiesett                | kiesett      | kiesett                | kiesett            | kiesett              | kiesett        | kiesett              | kiesett              | kiesett              | helyezetlen |

Időfutam
| Versenyző       | Versenyszám  | Idő     | Helyezés |
| --------------- | ------------ | ------- | -------- |
| Jairo Rodríguez | Férfi egyéni | 1:10,86 | 23.      |

Tandem
| Versenyző                 | Versenyszám     | 1. forduló                                             | Vigaszág selejtező                                                                                               | Vigaszág selejtező | Vigaszág döntő         | Vigaszág döntő | Negyeddöntő          | Elődöntő             | Döntő                | Helyezés    |
| Versenyző                 | Versenyszám     | Ellenfél Győztes idő                                   | Ellenfél Győztes idő                                                                                             | Hely.              | Ellenfelek Győztes idő | Hely.          | Ellenfél Győztes idő | Ellenfél Győztes idő | Ellenfél Győztes idő | Helyezés    |
| ------------------------- | --------------- | ------------------------------------------------------ | --- | ------------------ | ---------------------- | -------------- | -------------------- | -------------------- | -------------------- | ----------- |
| Rafael Narváez Jairo Díaz | Férfi kétüléses | Hollandia (NED) · Klaas Balk · Peter van Doorn · 10,55 | Belgium (BEL) · Manu Snellinx · Noël Soetaert · Egyesült Államok (USA) · Jeffrey Spencer · Ralph Therrio · 10,97 | 3.                 | kiesett                | kiesett        | kiesett              | kiesett              | kiesett              | helyezetlen |

Üldözőversenyek
| Versenyző | Versenyszám  | Selejtező | Selejtező | Negyeddöntő                  | Negyeddöntő | Negyeddöntő | Elődöntő     | Elődöntő  | Elődöntő | Döntő        | Döntő     | Helyezés |
| Versenyző | Versenyszám  | Idő       | Hely.     | Ellenfél Idő                 | Saját idő   | Hely.       | Ellenfél Idő | Saját idő | Hely.    | Ellenfél Idő | Saját idő | Helyezés |
| --------- | ------------ | --------- | --------- | ---------------------------- | ----------- | ----------- | ------------ | --------- | -------- | ------------ | --------- | -------- |
| Luis Díaz | Férfi egyéni | 4:56,32   | 8.        | Knut Knudsen (NOR) · 4:47,43 | lekörözték  | 8.          | kiesett      | kiesett   | kiesett  | kiesett      | kiesett   | 5.       |

## Labdarúgás
| Kolumbiai labdarúgócsapat-játékoskeret | Kolumbiai labdarúgócsapat-játékoskeret |
| --- | --- |
| - Álvaro Calle - Ernesto Díaz - Fabio Espinosa - Domingo González - Dumas Guette - Carlos Lugo - Gerardo Moncada - Luis Montano - Jaime Morón - Willington Ortiz | - Vicente Revellon - Rafael Reyes - Antonio Rivas - Orlando Rivas - Álvaro Santamaria - Ángel María Torres - Silvio Quintero - Armando Acosta* - Henry Caicedo* |

* - nem játszott csak nevezve volt

### Eredmények
Csoportkör
D csoport
| Csapat        | M | Gy | D | V | G+ | G– | Gk  | P |
| ------------- | - | -- | - | - | -- | -- | --- | - |
| Lengyelország | 3 | 3  | 0 | 0 | 11 | 2  | +9  | 6 |
| NDK           | 3 | 2  | 0 | 1 | 11 | 3  | +8  | 4 |
| Kolumbia      | 3 | 1  | 0 | 2 | 5  | 12 | –7  | 2 |
| Ghána         | 3 | 0  | 0 | 3 | 1  | 11 | –10 | 0 |

| 1972. augusztus 28. 12:00 |

| Lengyelország (POL)               | 5–1               | Kolumbia  |
| --------------------------------- | ----------------- | --------- |
| Deyna 16' 32' Gadocha 42' 49' 72' | (3–0) Jegyzőkönyv | Morón 63' |

| Ingolstadt Nézőszám: 4 000 Játékvezető: Ahmed Salih Gindil (szudáni) |

| 1972. augusztus 30. 12:00 |

| NDK (GDR)                                                                | 6–1               | Kolumbia     |
| ------------------------------------------------------------------------ | ----------------- | ------------ |
| Streich 1' 10' Sparwasser 9' Ducke 31' Vogel 85' Kreische 88' (11-esből) | (4–1) Jegyzőkönyv | Espinosa 38' |

| Passau Nézőszám: 4 500 Játékvezető: Abd el-Káder Aújszi (algériai) |

| 1972. szeptember 1. 12:00 |

| Kolumbia (COL)                   | 3–1               | Ghána      |
| -------------------------------- | ----------------- | ---------- |
| Morón 56' Torres 60' Montano 82' | (0–0) Jegyzőkönyv | Sunday 79' |

| Olimpiai Stadion, München Nézőszám: 25 000 Játékvezető: Kurt Tschenscher (nyugat-német) |

| Csapat         | Helyezés |
| -------------- | -------- |
| Kolumbia (COL) | 11.      |

## Műugrás
Férfi
| Versenyző    | Versenyszám        | Selejtező | Selejtező | Döntő   | Döntő    |
| Versenyző    | Versenyszám        | Pont      | Helyezés  | Pont    | Helyezés |
| ------------ | ------------------ | --------- | --------- | ------- | -------- |
| Salim Barjum | Egyéni műugrás     | 310,86    | 26.       | kiesett | kiesett  |
| Diego Henao  | Egyéni toronyugrás | 264,27    | 26.       | kiesett | kiesett  |

## Ökölvívás
| Versenyző         | Versenyszám   | Selejtező         | 32-es főtábla                   | Nyolcaddöntő                        | Negyeddöntő                    | Elődöntő                    | Döntő             | Helyezés |
| Versenyző         | Versenyszám   | Ellenfél Eredmény | Ellenfél Eredmény               | Ellenfél Eredmény                   | Ellenfél Eredmény              | Ellenfél Eredmény           | Ellenfél Eredmény | Helyezés |
| ----------------- | ------------- | ----------------- | ------------------------------- | ----------------------------------- | ------------------------------ | --------------------------- | ----------------- | -------- |
| Prudencio Cardona | Papírsúly     |                   | Rafael Carbonell (CUB) · 0-5    | kiesett                             | kiesett                        | kiesett                     | kiesett           | 17.      |
| Calixto Pérez     | Légsúly       | erőnyerő          | Martín Vargas (CHI) · 5-0       | Timothy Dement (USA) · 5-0          | Georgi Kosztadinov (BUL) · 2-3 | kiesett                     | kiesett           | 5.       |
| Eduardo Barragan  | Harmatsúly    | erőnyerő          | John Nderu (KEN) · 1-4          | kiesett                             | kiesett                        | kiesett                     | kiesett           | 17.      |
| Clemente Rojas    | Pehelysúly    | erőnyerő          | Dale Anderson (CAN) · 3-2       | Kuncso Kuncsev (BUL) · visszalépett | Antonio Rubio (ESP) · kizárták | Philip Waruinge (KEN) · 2-3 | kiesett           |          |
| Alfonso Pérez     | Könnyűsúly    | erőnyerő          | Peter Odhiambo (UGA) · 5-0      | Karel Kašpar (TCH) · 5-0            | Eraslan Doruk (TUR) · 3-2      | Orbán László (HUN) · 2-3    | kiesett           |          |
| Emilio Villa      | Kisváltósúly  |                   | Timsah Okalo Mulwal (SUD) · 5-0 | Graham Moughton (GBR) · 2-3         | kiesett                        | kiesett                     | kiesett           | 9.       |
| Bonifacio Ávila   | Nagyváltósúly | erőnyerő          | Dieter Kottysch (FRG) · RSC     | kiesett                             | kiesett                        | kiesett                     | kiesett           | 17.      |

## Sportlövészet
Nyílt
| Versenyző             | Versenyszám           | Pont | Helyezés |
| --------------------- | --------------------- | ---- | -------- |
| Luis Colina           | Gyorstüzelő pisztoly  | 577  | 40.      |
| Guillermo Martínez    | Gyorstüzelő pisztoly  | 564  | 51.      |
| Gilberto Fernández    | Szabadpisztoly        | 544  | 27.      |
| Jorge Henao           | Szabadpisztoly        | 535  | 43.      |
| Hanspeter Bellingrodt | Futócéllövészet       | 545  | 15.      |
| Helmut Bellingrodt    | Futócéllövészet       | 565  |          |
| Jaime Callejas        | Sportpuska, fekvő     | 579  | 89.      |
| Jaime Callejas        | Sportpuska, összetett | 1106 | 48.      |
| Alfonso Rodríguez     | Sportpuska, összetett | 1087 | 55.      |
| Alfonso Rodríguez     | Sportpuska, fekvő     | 585  | 71.      |
| Gerardo González      | Skeet                 | 187  | 27.      |
| Manuel González       | Skeet                 | 182  | 43.      |

## Súlyemelés
| Versenyző      | Versenyszám | Nyomás   | Nyomás   | Szakítás | Szakítás | Lökés    | Lökés    | Összesen | Helyezés |
| Versenyző      | Versenyszám | Eredmény | Helyezés | Eredmény | Helyezés | Eredmény | Helyezés | Összesen | Helyezés |
| -------------- | ----------- | -------- | -------- | -------- | -------- | -------- | -------- | -------- | -------- |
| Lester Francel | 52 kg       | 100,0    | 7.       | 85,0     | 16.      | 117,5    | 11.      | 302,5    | 10.      |
| José Martínez  | 67,5 kg     | 132,5    | 13.      | 202,5    | 20.      | 145,0    | 15.      | 380,0    | 16.      |

## Úszás
Férfi
| Versenyző       | Versenyszám    | Előfutam | Előfutam | Előfutam | Döntő   | Döntő    |
| Versenyző       | Versenyszám    | Idő      | Hely.    | Össz.    | Idő     | Helyezés |
| --------------- | -------------- | -------- | -------- | -------- | ------- | -------- |
| Tomas Becerra   | 400 m gyors    | 4:20,78  | 5.       | 32.      | kiesett | kiesett  |
| Tomas Becerra   | 1500 m gyors   | 17:16,38 | 5.       | 23.      | kiesett | kiesett  |
| Jorge Jaramillo | 1500 m gyors   | 17:35,84 | 5.       | 33.      | kiesett | kiesett  |
| Jorge Jaramillo | 200 m pillangó | 2:10,24  | 5.       | 19.      | kiesett | kiesett  |

Női
| Versenyző      | Versenyszám    | Előfutam | Előfutam | Előfutam | Döntő   | Döntő    |
| Versenyző      | Versenyszám    | Idő      | Hely.    | Össz.    | Idő     | Helyezés |
| -------------- | -------------- | -------- | -------- | -------- | ------- | -------- |
| Olga de Angulo | 200 m gyors    | 2:17,34  | 5.       | 26.      | kiesett | kiesett  |
| Olga de Angulo | 200 m pillangó | 2:34,69  | 5.       | 22.      | kiesett | kiesett  |
| Olga de Angulo | 400 m gyors    | 4:40,09  | 4.       | 18.      | kiesett | kiesett  |
| Olga de Angulo | 800 m gyors    | 9:43,27  | 4.       | 21.      | kiesett | kiesett  |
| Roselina Angee | 800 m gyors    | 9:38,08  | 3.       | 18.      | kiesett | kiesett  |
| Roselina Angee | 400 m gyors    | 4:45,97  | 5.       | 22.      | kiesett | kiesett  |
| Roselina Angee | 200 m gyors    | 2:18,62  | 6.       | 28.      | kiesett | kiesett  |
| Roselina Angee | 200 m vegyes   | 2:45,46  | 7.       | 42.      | kiesett | kiesett  |
| Roselina Angee | 400 m vegyes   | 5:35,44  | 7.       | 37.      | kiesett | kiesett  |